# اچ‌دی ۱۹۶۰۵۰
اچ‌دی ۱۹۶۰۵۰ یک ستاره است که در صورت فلکی طاووس قرار دارد.